# 4K
Pour les articles homonymes, voir 4K (homonymie).

Comparaison des formats SD, FHD, 4K (UHD) et 8K (UHD).

4K est un format d'image numérique ayant une définition d'écran dont le bord le plus long est composé de 4 000 pixels environ. Les deux définitions les plus communes sont 3 840 × 2 160 px (télévision, 4K UHD) et 4 096 × 2 160 px (cinéma, 4K DCI).

## Dénomination
Initialement, le terme « 4K » fait référence à la définition minimale de 4 096 pixels pour la largeur de l'image.

## Débat sur l'utilisation des termes 4K et Ultra HD
Le 19 mars 2013, la Consumer Electronics Association (CEA) américaine a officialisé la dénomination « télévision à ultra-haute définition » (« Ultra HD ») pour les téléviseurs proposant une définition de 3 840 × 2 160 pixels,.
Néanmoins, cette recommandation n'a pas pu empêcher l'usage inapproprié du terme « 4K », ne le renvoyant plus à sa définition d'origine de 4 000 pixels de large, exploitée presque exclusivement par le cinéma numérique à différents rapports, mais couvrant désormais un vaste champ de définitions équivalentes à plus ou moins quatre fois la définition d'une image Full HD. Du fait de cette confusion, la dénomination « UHD » désigne ainsi aujourd'hui des définitions de l'ordre du 4K ou du 8K.

## Définitions

### Ultra HD et UHD
L'UHD adopte une définition de 3 840 pixels par ligne pour 2 160 lignes, soit un total de 8,3 mégapixels pour un ratio 16:9. L'image est donc quatre fois mieux définie qu'une image Full HD 1080p de 1 920 pixels par ligne pour 1 080 lignes et permet une compatibilité pleine avec les formats d'écrans actuels. C'est cette définition que la Consumer Technology Association a tenté de renommer en « UHD » et Ultra HD en 2017 par DigitalEurope. Cependant, ce renommage n'a aucune valeur officielle et ne correspond pas aux pratiques de l'industrie.

### Cinéma numérique 4K

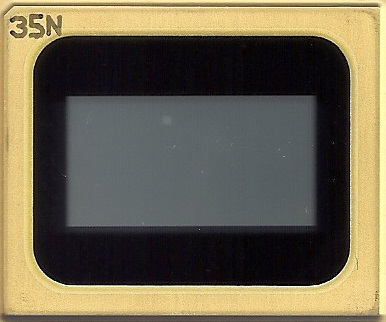
4K DLP CINEMA (Texas Instruments).

Le groupe de travail Digital Cinema Initiatives fut à l'origine du format 4K basé sur une définition de 4 096 × 2 160, soit un total de 8,8 mégapixels. Il s'agit donc de la définition originelle du 4K, basée sur un autre standard de diffusion du cinéma numérique : le DCI 2K. Le 4K arbore donc deux fois la définition horizontale et deux fois la définition verticale du DCI 2K et permet l'utilisation de plusieurs rapports d'images.

## Principaux formats et définitions

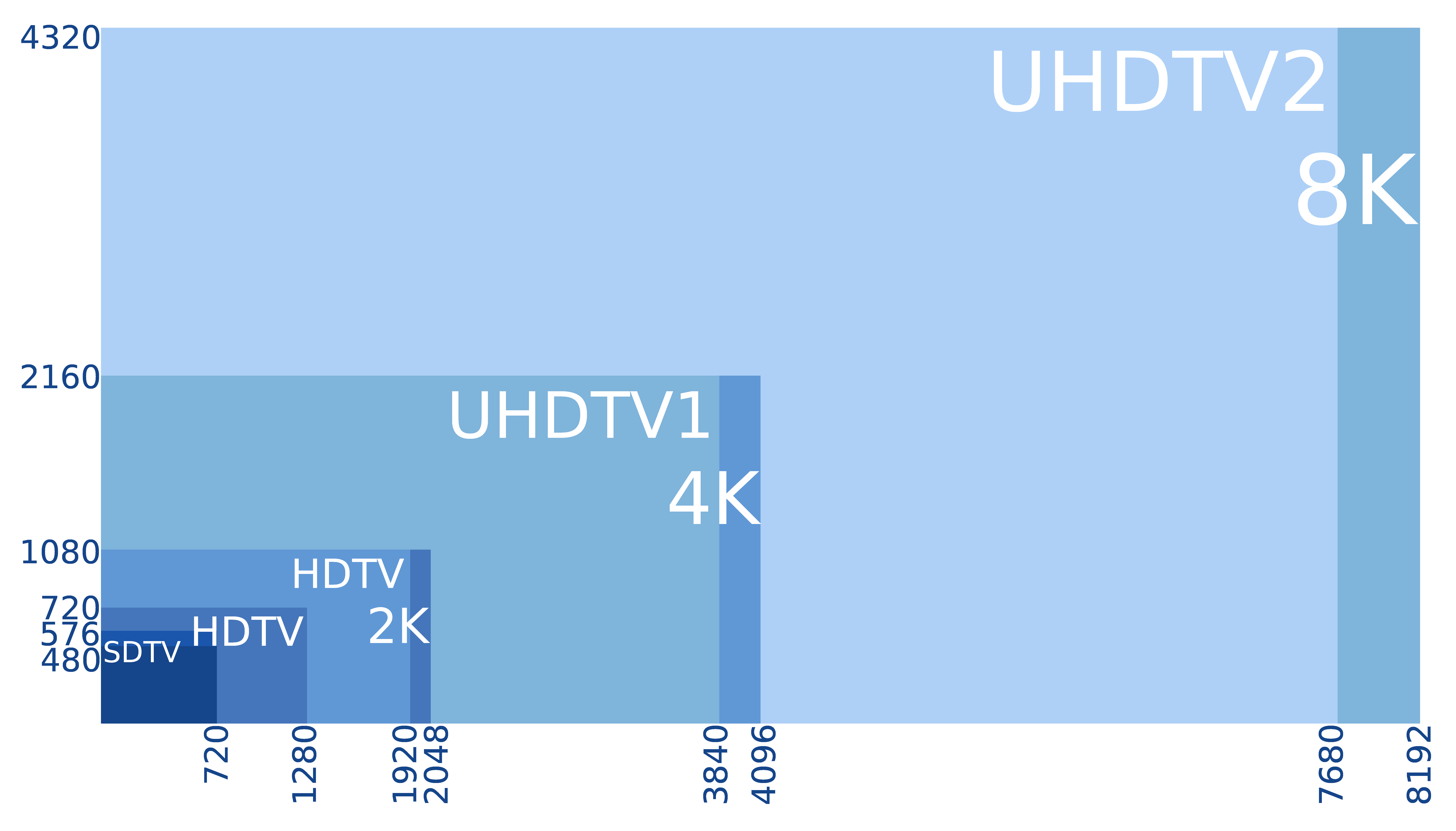
Schéma explicatif.

| Format                              | Définition    | Rapport de forme | Pixels     |
| ----------------------------------- | ------------- | ---------------- | ---------- |
| Télévision à ultra-haute définition | 3 840 × 2 160 | 1,78:1 (16:9)    | 8 294 400  |
| 4K Ultra wide television            | 5 120 × 2 160 | 2,37:1 (21:9)    | 11 059 200 |
| 4K WHXGA                            | 5 120 × 3 200 | 1,60:1 (16:10)   | 16 384 000 |
| DCI 4K (natif)                      | 4 096 × 2 160 | 1,90:1 (~17:9)   | 8 847 360  |
| DCI 4K (CinemaScope recadré)        | 4 096 × 1 716 | 2,39:1           | 7 028 736  |
| DCI 4K (Flat recadré)               | 3 996 × 2 160 | 1,85:1           | 8 631 360  |

## Utilisation
Cette définition d’image, d'abord utilisée par le cinéma numérique (4K), devient disponible au grand public. Le fabricant japonais Panasonic a notamment présenté un téléviseur 4K UHD de 3,86 m (152 pouces) de diagonale lors du salon électronique CES 2010 et à l'IFA de Berlin en septembre 2010.
Depuis le 9 juin 2010, le site de partage de fichiers vidéo YouTube supporte le visionnement en continu de vidéos 4K jusqu'à une définition de 4 096 × 3 072 pixels (soit 12,5 mégapixels pour un ratio 4:3). Il en est de même pour le site de partage Vimeo.
Une première projection publique en 4K a été réalisée au CEDIA Expo à Atlanta en septembre 2010 sur des extraits du master Blu-ray 4K du film Le Pont de la rivière Kwaï.
En septembre 2011, lors de l'édition 2011 du salon IFA, ont été présentés les premiers équipements grand-public 4K (le 4K est supporté par les connexions DVI dual-link et par la norme HDMI depuis sa version 1.4).
Le premier projecteur 4K, le VPL-VW1000ES, développé par Sony, a été promu aux EISA comme meilleur produit européen 2012-2013, haut de gamme de Home Cinéma.
Le 7 novembre 2013, le groupe de rock Muse propose à ses fans européens la retransmission, dans les cinémas, de leur concert filmé en 4K à Rome.
En 2014, Netflix commence à proposer du contenu en 4K, rendant disponible leur série originale House of Cards, quelques documentaires sur la nature et la série Breaking Bad dans cette résolution,.

### France
En France, à fin juillet 2016, le bouquet par satellite de la TNT Fransat diffuse une chaîne en UHD pour promouvoir la nouvelle norme. De même, sur les diverses positions satellitaires (Astra 19°, Astra 28° et Eutelsat 13°), des programmes promotionnels sont émis. La chaîne de mode Fashion TV émet depuis peu[Quand ?] en UHD.

## Appareils multimédia
En 2010, la plupart des disques durs, SSD, clés USB et cartes mémoire sont assez rapides en lecture et enregistrement pour la 4K et plus.
Fin 2012, Sony sort un téléviseur capable d'afficher une image en ultra haute définition, le KD-84X9005.
La PlayStation 4 présentée en février 2013 est annoncée comme la première console de jeux vidéo qui lit les vidéos et les photos en 4K, en revanche, les jeux sont au plus en Full HD car la console n'est pas assez puissante pour délivrer un nombre d'images 4K par seconde suffisant. La Xbox One dévoilée en mai 2013, lit des vidéos en 4K. Cependant, au même titre que la Xbox One, la PlayStation 4 ne peut pas afficher une image 4K directement, obligeant le téléviseur 4K à changer le format d'image de lui-même.
En 2014, la tablette tactile UT-MB5 de Panasonic de 20 pouces est commercialisée avec une définition de 3 840 × 2 560 (230 ppp).
Le Samsung Galaxy Note 3 est l'un des premiers smartphones à pouvoir enregistrer des vidéos en 4K.
Le Sony Xperia Z5 Premium est le premier smartphone doté d'un écran 4K.
La Xbox One S, présentée en juin 2016, lit des vidéos en 4K depuis des disques Blu-ray Ultra HD, des applications de streaming (telles que Netflix), et traite elle-même les jeux Xbox One afin de les afficher en 4K sur les téléviseurs compatibles, un procédé appelé Upscaling. Elle est également compatible avec la norme HDR. C'est la première console de jeu à pouvoir transmettre une image 4K native (c'est-à-dire créée et émise en 4K), uniquement pour les menus et les applications, vers les téléviseurs compatibles. La PlayStation 4 Pro, présentée le 7 septembre 2016 permet également d'utiliser des jeux en UHD/4K upscalée selon le choix et les besoins des développeurs.
Depuis 2015, les constructeurs Kodak et Samsung commercialisent pour le grand public des caméras d'action capables d'enregistrer leur environnement en 4K et en 360° (réalité virtuelle)[réf. nécessaire].
La Xbox one X, sortie mondialement le 7 novembre 2017, lit les jeux en 4K optimisés spécialement à cette fin. Elle intègre d'emblée un lecteur Blu-ray 4K. Même si elle reste une console de huitième génération et une simple évolution de la Xbox One, il s'agit du premier modèle de salon spécifiquement construit pour l'ultra HD native.